# Zbór Kościoła Adwentystów Dnia Siódmego w Bolesławcu
Zbór Kościoła Adwentystów Dnia Siódmego w Bolesławcu – zbór adwentystyczny w Bolesławcu, należący do okręgu dolnośląskiego diecezji zachodniej Kościoła Adwentystów Dnia Siódmego w RP.
Pastorem zboru jest kazn. Krzysztof Morozowski, natomiast starszym – Ryszard Kmiecik. Nabożeństwa odbywają się w kaplicy przy ul. Mickiewicza 11a każdej soboty o godz. 9.30.